# 田村謙太郎
田村 謙太郎（たむら けんたろう）は、日本の生物学者（植物生理学・植物分子細胞生物学）。学位は博士（理学）（京都大学・2004年）。静岡県立大学食品栄養科学部准教授・大学院食品栄養環境科学研究院准教授。
京都大学大学院理学研究科博士研究員、独立行政法人日本学術振興会海外特別研究員、京都大学大学院理学研究科助教などを歴任した。

## 概要
植物生理学や植物分子細胞生物学を専攻する日本の生物学者である。植物の細胞小器官についての研究で知られている。また、シロイヌナズナにおいて種子の寿命維持にNup50が関与していることを発見した。京都大学で研究に従事したのち、日本学術振興会の海外特別研究員となり、帰国後は京都大学を経て静岡県立大学で教鞭を執った。

## 来歴

### 生い立ち
甲南学園が設置・運営する甲南大学に進学し、理学部の生物学科にて学んだ。1999年（平成11年）3月、甲南大学を卒業した。そのまま甲南大学の大学院に進学し、自然科学研究科にて学んだ。2001年（平成13年）3月、甲南大学の大学院における修士課程を修了した。その後、国が設置・運営する京都大学の大学院に進学し、理学研究科にて学んだ。在学中に「高等植物の細胞内膜系の維持に関わる分子機構」と題した博士論文を執筆した。2004年（平成16年）3月、京都大学の大学院における博士課程を修了した。それにともない、博士（理学）の学位を取得した。

### 生物学者として
大学院修了後は、母校である京都大学に採用され、2004年（平成16年）4月より大学院の理学研究科にて博士研究員として勤務した。なお、国立大学法人法に基づき、京都大学の設置者が同年変更されることになり、国から同名の国立大学法人に移管された。
2006年（平成18年）2月、独立行政法人である日本学術振興会の海外特別研究員に選定され、イギリスに渡りオックスフォード・ブルックス大学にて研究に従事した。
日本に帰国後は、引き続き京都大学にて勤務した。2007年（平成19年）4月、京都大学の大学院にて理学研究科の助教に就任した。
2018年（平成30年）4月、県と同名の公立大学法人が設置・運営する静岡県立大学に転じ、食品栄養科学部の准教授に就任した。食品栄養科学部においては、環境科学研究所の流れを汲む環境生命科学科の講義を主として担当し、環境生理学研究室を受け持った。また、静岡県立大学の大学院においては、食品栄養環境科学研究院の准教授を兼務することになった。静岡県立大学の大学院には研究院・学府制が導入されており、大学院においては薬食生命科学総合学府の環境科学専攻の講義を担当した。

## 研究
専門は生物学であり、特に植物生理学、植物分子細胞生物学といった分野の研究に従事した。具体的には、植物の細胞小器官についての研究に取り組んだ。また、植物が環境に応答するメカニズムに関する研究にも取り組んだ。また、シロイヌナズナを用いた実験により、植物の種子の寿命の維持にはNup50が関与していることを発見した。
学術団体としては日本植物生理学会などに所属していた。

## 略歴
- 1999年 - 甲南大学理学部卒業[6]。
- 2001年 - 甲南大学大学院自然科学研究科修士課程修了[6]。
- 2004年 - 京都大学大学院理学研究科博士課程修了[6]。
- 2004年 - 京都大学大学院理学研究科博士研究員[5]。
- 2006年 - 日本学術振興会海外特別研究員[5]。
- 2007年 - 京都大学大学院理学研究科助教[5]。
- 2018年 - 静岡県立大学食品栄養科学部准教授[5]。
- 2018年 - 静岡県立大学大学院食品栄養環境科学研究院准教授。